# النقع الداخلى (بني سعد)

تعديل مصدري - تعديل

النقع الداخلي هي إحدى قرى عزلة الجعافره الشرقى بمديرية بني سعد التابعة لمحافظة المحويت، بلغ تعداد سكانها 346 نسمة حسب تعداد اليمن لعام 2004.